# Out of the Present
Pour plus de détails, voir Fiche technique et Distribution.
Out of the Present est un film allemand réalisé par Andrei Ujică, sorti en 1997.

## Synopsis
Le documentaire retrace le deuxième séjour du cosmonaute soviétique Sergueï Krikaliov dans la station Mir. Entre son départ le 19 mai 1991 et son retour sur Terre le 25 mars 1992 a lieu la Dislocation de l'URSS.

## Fiche technique
- Titre français : Out of the Present
- Réalisation : Andrei Ujică
- Scénario : Andrei Ujică
- Pays d'origine : Allemagne
- Format : Couleurs - 35 mm - 1,37:1 - Stéréo
- Genre : documentaire
- Durée : 96 minutes
- Date de sortie :
  -  France : 3 décembre 1997

## Distribution
- Sergueï Krikaliov : lui-même
- Anatoli Artsebarski : lui-même
- Helen Sharman : elle-même
- Alexandre Volkov : lui-même